# Edafologia

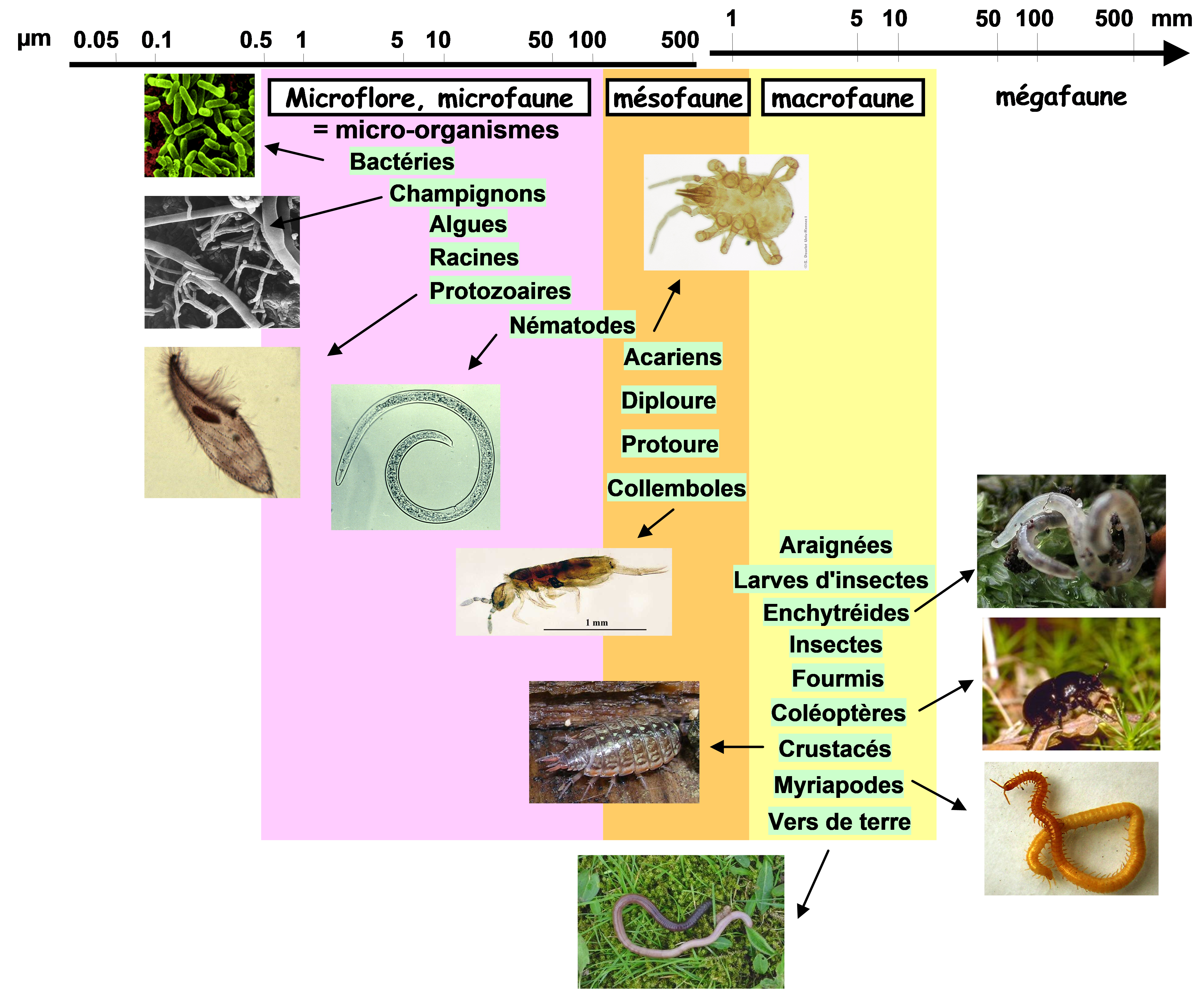
Dimensioni e diversità degli organismi del suolo

L'edafologia (da greco ἔδαφος / edaphos, il suolo), chiamata anche agrologia, è lo studio del suolo in quanto habitat dei vegetali. Con la pedologia è una delle due branche principali della scienza dei suoli.
Si parla di influenza edafica quando il suolo, a causa delle sue caratteristiche geologiche e fisico-chimiche, agisce sulla crescita dei vegetali in tutti i tipi di biomi.

## Edafologia o agrologia?
I due termini coesistono ma la comunità scientifica utilizza principalmente il termine "edafologia".

## Caratteristiche dei suoli

### Composizione
I suoli costituiscono lo strato superiore della crosta terrestre. Essa è composta al 47 % di ossigeno, al 27 % di ossidi di silicio (biossido di silicio come sabbia, quarzo e silicati come  feldspato, caolinite), 15% di ossido di alluminio, poi meno del 5% di calcio, magnesio, sodio e ferro.

### Acidità
L'acidità di un suolo, caratterizzata al suo pH, è una nozione importante per determinare la riuscita di una coltura. Se un suolo è troppo acido e vi si vogliono coltivare dei vegetali, è necessario neutralizzarlo con una sostanza alcalina come calce, fosfato o ceneri di legno.